# Somatochlora calverti
Somatochlora calverti ist eine Libellenart aus der Familie der Falkenlibellen (Corduliidae), die zu den Großlibellen (Anisoptera) gehören. Die Art ist nach dem Entomologen Philip Powell Calvert benannt. Die Weibchen und die Larvalstadien sind noch nicht beschrieben.

## Merkmale
Die Männchen von Somatochlora calverti erreichen Körperlängen zwischen 50,2 und 52,0 Millimetern, wovon 32 bis 36 Millimeter auf den Hinterleib (Abdomen) entfallen. Das schlanke Abdomen verbreitert sich kurz nach der Hälfte des vierten Segments um ab dem sechsten wieder enger zu werden. Es ist bis zur Basis des dritten und auf dem zehnten Segment dunkelbraun. Die restlichen Teile des Hinterleibs glänzen schwach grünlich schwarz. Zur Grundfärbung kommt noch eine hellgelbe Zeichnung, die sich aus wie folgt zusammensetzt: Den Anfang machen die hinteren, seitlichen Kanten des ersten Segments. Auf dem zweiten Segment befindet sich zum einen ein dreiecksähnlicher Fleck auf den unteren beiden Dritteln der die Aurikel bedeckt, sowie ein etwas kleinerer Fleck auf dem Genitallappen. Schließlich befindet sich auf diesem Segment ein dorsaler, quer zum Abdomen verlaufender Fleck. Auf den ersten zwei Dritteln des dritten Segmentes befindet sich auf der Unterseite ein Fleck der von zwei dreieckigen Flecken am Ende desselben auf der Oberseite flankiert wird. Der nächste Teil der Zeichnung befindet sich auf dem zehnten Segment und besteht aus einem spitzen, trapezförmigen von der Segmentbasis ausgehenden Fleck. Zudem sind die Intersegmentalhäute zwischen dem fünften und neuntem Segment sowie die Ränder der Tergite gelblich. Die ersten beiden sowie das fünfte bis neunte Segment sind mit bernsteinfarbenen Härchen besetzt. Selbige auf den Hinterleibsanhängen sind dunkelbraun.
Die bräunlich schwarzen, oberen Hinterleibsanhänge sind ungefähr so lang oder knapp kürzer als das neunte und zehnte Segment zusammen. Ihr Abstand ist an der Basis sehr gering. Richtung Ende wölben sie sich zum einen mit ungefähr 50° nach unten, zum anderen nach innen. Die unteren Anhänge sind etwas kürzer als die oberen.
Das vorderste Segment des Brustkorbes, der sogenannte Prothorax ist auf der Ober- und Unterseite dunkelbraun, auf den Seiten etwas heller. Seine vorderen und hinteren Lappen sind gelblich weiß. Der sich daran anschließende Synthorax ist metallisch grün und wirkt weiter hinten violett glänzend. Im Bereich des braun grundierten Episternums befindet sich ein circa zweieinhalb mal ein Millimeter großer, gelblicher Fleck. Weitere scharf abgegrenzte gelbliche Flecken befinden sich auf den Seiten des Thoraxes. Der vordere Fleck befindet sich auf dem Epimeron; der zweite ist am Ansatz des Hinterflügels situiert und dehnt sich bis zur Unterseite des Tieres aus und trifft dort auf den der gegenüberliegenden Seite. Auch die Einbuchtungen vor dem anderen Flügelpaar sind hellgelb.
Die Hüfte (Coxa), sowie der Schenkelring (Trochanter) sind beim vorderen Beinpaar gänzlich, beim mittleren und hinteren nur auf der rückwärtigen Seite hellgelb. Der Rest aller Beinpaare ist dunkelbraun beziehungsweise schwarz. Der für die Gattung typische Kiel auf den Tibiae des ersten Beinpaares misst ungefähr 40 % der Tibienlänge.
Die Flügel sind durchsichtig. Die Membranula und das ungefähr viereinhalbmal so lange wie breite Flügelmal (Pterostigma) sind wie einige Teile der Flügelnervatur bräunlich. Dabei ist das Hinterflügelpaar zwischen 36 und 37 Millimeter lang und 10,8 bis 11,0 Millimeter breit. Im Vorderflügel befinden sich sieben bis acht Antenodaladern, im Hinterflügel sind es derer fünf. Bei den Postnodaladern dreht sich das Verhältnis um. Hier sind es im Vorderflügel fünf oder sechs und im hinteren Flügel sieben. Die Flügeldreiecke sind durch eine Ader geteilt und zwischen M1 und M1a befinden sich im Vorderflügel zwischen 10 und 14 Zellen, im Hinterflügel zwischen 11 und 14.
Der Kopf von Somatochlora calverti ist ungefähr acht Millimeter breit. Das Labium, die Oberlippe (Labrum), der Clypeus sowie die Seiten der Frons sind hellgelb. Am Labrum ist neben einem dunklen Fleck auf der oberen Kante, die untere Kante dunkelbraun. Ebenso ist der untere Rand der Frons und ihr Mittelstreifen dunkelbraun. Der obere Teil ist metallisch blaugrün. Auf dem Postclypeus befinden sich kleine eingedrückte braune Punkte. Der Vertex ist metallisch violett und das Occiput bräunlich schwarz. Die Rückseite des Kopfes ist schwarz und an den Rändern mit weißen Härchen besetzt.

## Verbreitung
Somatochlora calverti kommt im nördlichen Florida an der Grenze zu Alabama entlang des Golfs von Mexiko vor. Einzelne Funde wurde auch aus Alabama und South Carolina berichtet.

## Lebensraum und Lebensweise
Der Holotypus wurde in einem Kiefernwald gefangen. Dort besiedelt die Art Lichtungen und fliegt hoch zwischen den Wipfeln zusammen mit Tramea carolina. Das gleiche Habitat bewohnen auch die Arten Somatochlora filosa, Somatochlora provocans und Somatochlora linearis. Beim Absetzen bevorzugt die Art tote Zweige in zwei bis viereinhalb Meter Höhe.

## Ähnliche Arten
Sehr ähnlich sehen der Somatochlora calverti die Arten Somatochlora filosa, Somatochlora provocans und Somatochlora ozarkensis. Allerdings ist die Aderung der Costa, der Subcosta und der Antenodaladern bei S. calverti gelblich. Auch die hellen Flecken auf dem zehnten Segment sind hier ausgeprägter. Ein weiteres gutes Unterscheidungsmerkmal liefern die Hinterleibsanhänge. Während jene in der Mitte stärker als bei S. filosa geschwollen sind, sind sie bei S. provocans und S. ozarkensis an gleicher Stelle gewinkelt statt geschwollen.

## Belege
1. ↑  Somatochlora calverti auf Dragonflies and Damselflies (Odonata) of the United States, Northern Prairie Wildlife Research Center des U.S. Geological Survey, Abruf am 20. Februar 2010.